# Каталог журналів відкритого доступу
Каталог журналів відкритого доступу, англ. Directory of Open Access Journals (DOAJ) — міжнародний мультидисциплінарний каталог журналів відкритого доступу. Містить понад 10000 назв наукових журналів та метадані статей цих журналів. Каталог прагне охопити усі відкриті наукові журнали, що дотримуються загальних принципів якості наукових видань, і тим самим сприяти їх поширенню, використанню та популяризації руху Відкритого доступу.
DOAJ існує коштом спонсорської підтримки й не залежить від жодних державних, чи приватних організацій. Будь-який відкритий рецензований журнал може бути доданий до каталогу за умови відповідності критеріям DOAJ.

## Історія
Directory of Open Access Journals було створено у 2003 році за фінансової підтримки Інституту відкритого суспільства (Open Society Institute, OSI) та коаліції наукових видань та академічних ресурсів SPARC на базі бібліотеки Лундського університету.

## Reapplication
У березні 2014 року, з метою очищення каталогу від неякісних видань, у DOAJ було розпочато процес перевірки (reapplication) включених журналів, який мав закінчитися у березні 2016 року. Для успішного проходження перевірки видавці повинні заповнити розширену анкету, при чому критерії потрапляння журналу в DOAJ було суттєво переглянуті задля гарантування якості вмісту каталогу.

## Критика
У Аналітичній записці на адресу КМУ та МОН України від березня 2024 зазначено: "DOAJ активно співпрацює з російськими вченими шляхом розміщення їх наукових робіт на своєму сервісі, що підвищує їх видимість та цитованість та тим самим просуває російську науку по всьому світу". «Станом на 2024 рік у базі даних DOAJ індексуються 600 журналів із зазначенням країни видавця — російська федерація, серед переліку так званих російських наукових видань індексуються видання, що знаходяться на території тимчасово окупованого Криму».